# Barwon South West
Barwon South West é uma região rural econômica localizada na parte sudoeste do estado de Vitória, na Austrália. A região de Barwon South West se estende da ponta de Queenscliff Heads até a fronteira com a Austrália Meridional. A região recebe seu nome do rio Barwon e a localização geográfica da região no estado de Vitória.